# تئاتر ابزورد

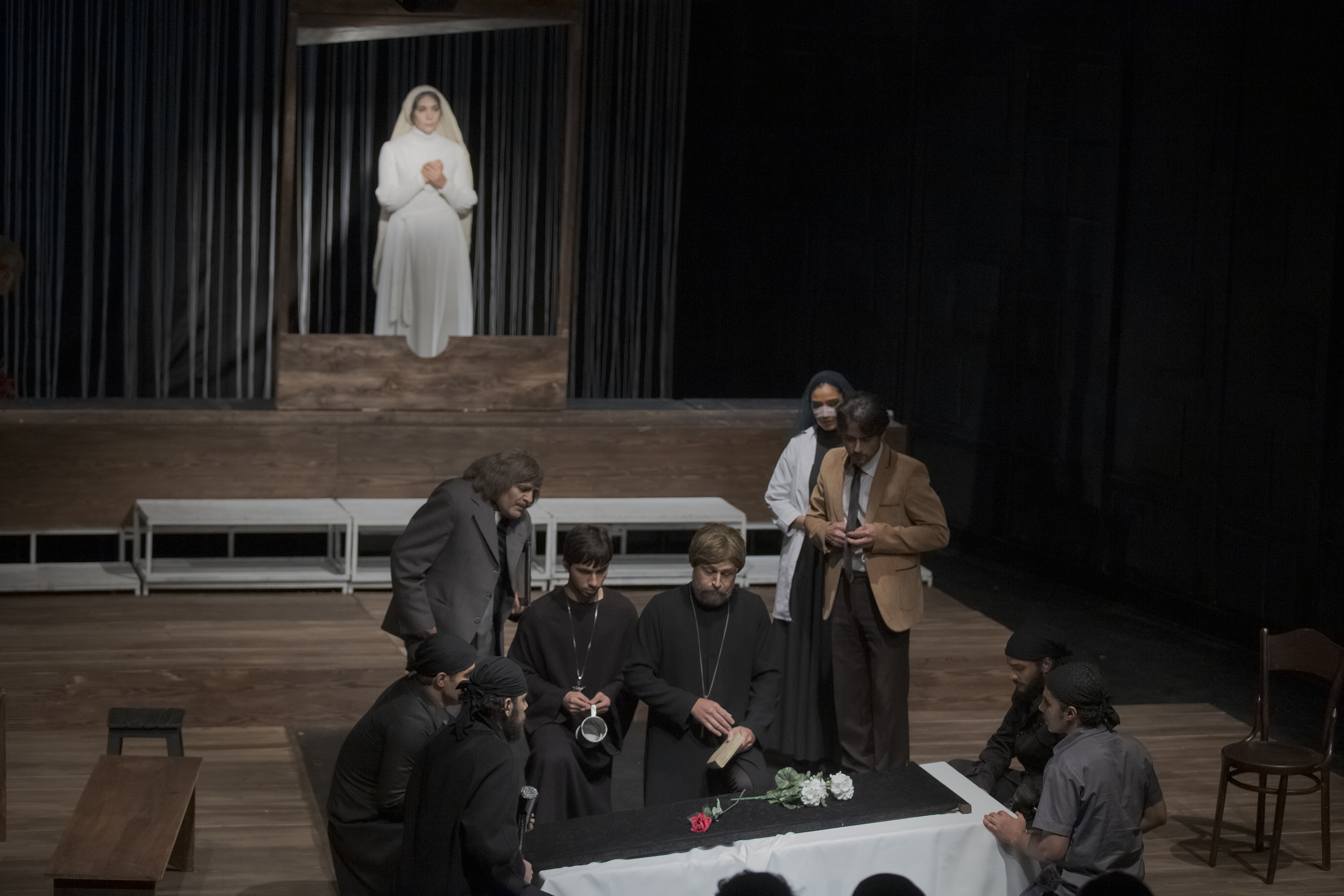
تئاتر بیگانه اثر آلبرکامو نویسنده پوچگرا فرانسوی

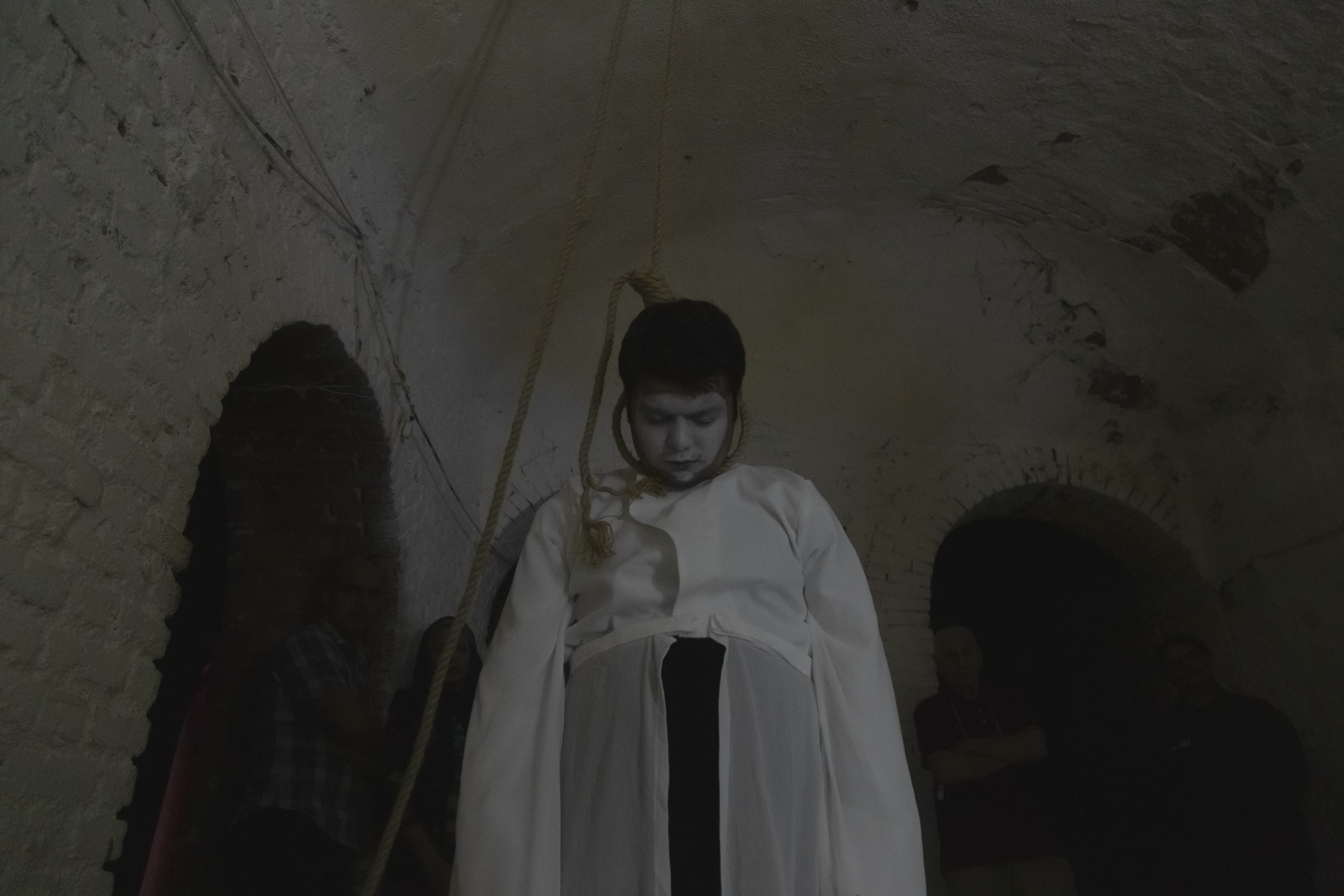
فردی که خود را دار زده در تئاتر تجربی، پرفورمانس به دادمان برسید

تئاتر معناباخته یا تئاتر پوچی یا تئاتر ابزورد یا ابسورد (به فرانسوی: Le Théâtre de l'Absurde) اصطلاحی بود برای نشان دادن نوعی سوگیری تئاتری مهم در قرن بیستم میلادی.
عنوان تئاتر ابزورد (پوچ، بی‌معنی، یاوه) را اولین بار منتقد ادبی، مارتین اسلین، در کتابی به همین نام ثبت کرد؛ نوعی از تئاتر که به بازه وسیعی از آثار نمایشنامه‌نویسان اواخر دههٔ پنجاه و در طول دههٔ شصت از جمله ساموئل بکت، اوژن یونسکو، آرتور آدامف و دهه‌های متعاقب آن از جمله تام استپارد و هارولد پینتر گفته می‌شود. تئاتر ابزورد از لحاظ مفهومی در لایه‌های مختلف، ارتباط تنگاتنگی با هیچ‌انگاری که پس از جنگ جهانی در آثار بزرگانی چون سارتر و کامو به اوج خود رسید دارد.
ارتباط چندبعدی‌ای که بازی‌های زبانی، کلیشه‌های اغراق‌آمیز، تکرار و ترکیبات بی‌ربط یا حتی عبارات ابتکاری را به دنبال خود دارد و از زبان شخصیت‌هایی بیان می‌شود که معمولاً در یک تراژدی-کمدی (تراجیکمدی) اسیر شرایط جبری و فشارهای ناخوشایند ناخودآگاهند. از شیوه‌های روایی کلاسیک عبور می‌کند و بعدتر آن را به مسخره می‌گیرد؛ و طبعاً همیشه لااقل ته‌مایه‌ای از فضاسازی‌های سوررئال را تداعی می‌کند. مسخرگی تلخی که لایه‌های قابل توجه تراژدی را از وادی روایت‌های واریته تا شوخی‌ها و بداهه‌پردازی‌های کمدیا دل‌آرته (یا کمدی ایتالیایی) با خود می‌کشاند.
تجربیاتی هولناک از قبیل وقوع دو جنگ جهانی و ظهور فاشیسم در اروپای به‌اصطلاح متمدن، شکست انقلاب ۱۹۱۷ در روسیه و پیدایش رژیم‌های دیکتاتوری کمونیستی از جمله عواملی بودند که نمایشنامه‌نویسان این جنبش را متقاعد کردند که زندگی مدرن از معنای اصلی‌اش تهی شده‌است. تعریف معروفی از معناباختگی به نقل از کامو در بحث‌های مربوط به این جنبش تئاتری مکرراً نقل می‌شود و حکایت از آن دارد که معناباختگی وضعیتی حادث شده ــ و نه ذاتی ــ در زندگی است: «در کائناتی که ناگهان همهٔ توهّمات و بارقه‌های امید ناپدید شده‌اند، انسان احساس غریبگی می‌کند. وضعیت او به وضعیت فردی تبعیدشده می‌مانَد که هیچ علاجی برای دردهایش وجود ندارد، زیرا از خاطراتش دربارهٔ موطنی از دست‌رفته محروم شده‌است و ایضاً امیدی هم به رسیدن به سرزمینی موعود ندارد. این جدایی بین انسان و زندگیِ او، بین بازیگر و زمان و مکانِ نمایش او، حقیقتاً احساس معناباختگی را به وجود می‌آوَرَد.
اغلب فرم نمایش‌های این جنبش، در طول عمر آن، تئاتر تجربی بوده‌است و همواره علی‌رغم تأثیر فراوانی که از جریان‌های مختلف گرفته، به دنبال شیوهٔ جدیدی برای ارائهٔ چارچوب یا شکستن چارچوب‌های تئاتر روایی بوده‌است. شاهد بی بدیل این گزاره، تفاوت‌های تکنیکی و زمینه‌ای بین آثار بزرگان این جریان است؛ از جمله آن‌ها که در بالا نامشان رفته‌است.
از جمله مهم‌ترین تأثیرگذاران، شکسپیر است، که تأثیر عمده‌ای در سرایت تراجیکمدی به تئاتر ابزورد داشته‌است؛ که در نهایت صراحتاً در نمایشنامهٔ مکبث قابل درک است. اما تأثیرپذیری از پیشینهٔ دنیای هنر به اینجا ختم نمی‌شود و حتی تأثیرات کمدی اسلپ استیک (کمدی بزن و بکوب) سینمای محبوب دوره‌های گذشته مثل فیلم‌های چاپلین، باستر کیتن و حتی لورل و هاردی به ویژه در «فیلم» تنها فیلمنامه نوشته شده توسط بکت که کیتن در آن ایفای نقش کرده، غیرقابل انکار است.
یکی از افراد پیشروی پذیرفته‌شده وادی تئاتر ابزورد، لوئیجی پیراندلو است که به شدت، گونهٔ تئاتر تجربی (اکسپریمنتال) را مورد توجه قرار داده، و بر خلاف نمایشنامه‌نویسانی چون هنریک ایبسن، تلاش زیادی برای رهایی از چارچوب‌های رئالیسم در نمایش صورت داده‌است؛ که نقش‌آفرینی فرا نمایشی، بازی در بازی، و انعطاف مرزهای محدوده بازی از جمله ویژگی‌های آثار او به‌شمار می‌روند.

## نمایش‌نامه‌نویسان
- اوژن یونسکو
- ساموئل بکت
- ژان ژنه
- آرتور آدامف

### بنیان‌گذار
- آلفرد ژاری (۱۸۷۳ – ۱۹۰۷)

### پیشگامان
- گیوم آپولینر (۱۸۸۰ – ۱۹۱۸)
- آنتونن آرتو (۱۸۹۳ – ۱۹۴۸)
- روژه ویتراک (۱۸۹۹ – ۱۹۵۲)
- ژولین تورما (۱۹۰۲ – ۱۹۳۳)

### وارثان
- ژان تاردیو (۱۹۰۳ - ۱۹۹۵)
- ماکس فریش (۱۹۱۱ - ۱۹۹۱)
- روبر پنژه (۱۹۱۹ - ۱۹۹۷)
- بوریس ویان (۱۹۲۰ – ۱۹۵۹)
- رولان دوبیار (۱۹۲۳ -)
- ادوارد آلبی (۱۹۲۸ –)
- هارولد پینتر (۱۹۳۰ –)
- اسلاومیر مروژک (۱۹۳۰ –)
- فرناندو آرابال (۱۹۳۲ –)
- تام استوپارد (۱۹۳۷ –)

## فهرست واژگان
1. ↑  Vaudeville
2. ↑  Commedia dell`arte
3. ↑  Metatheater-roleplaying
4. ↑  flexible sense of limits of stage